# Sombrero de muñeca

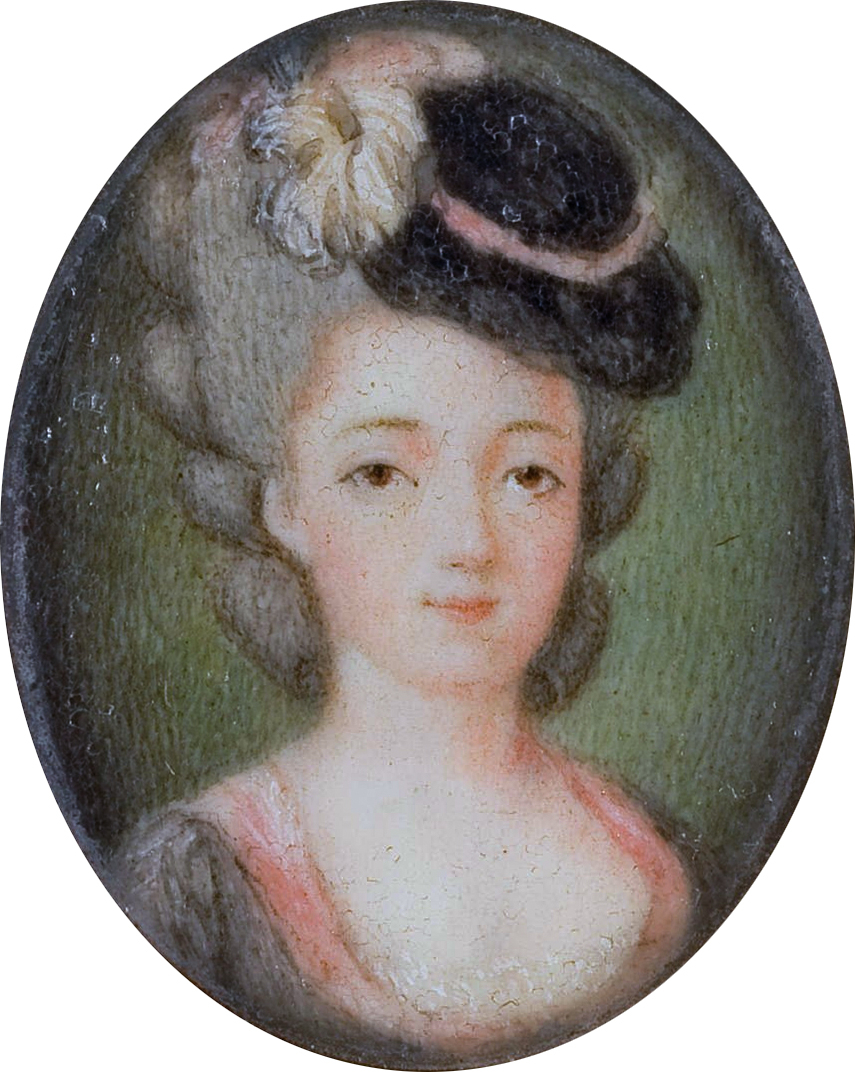
Una copia posterior de un retrato en miniatura del que muestra un diseño de sombrero de muñeca como decoración para una peluca con pouf.

Un sombrero de muñeca es un tipo de sombrero femenino pequeño, cuyo nombre sugiere que por su tamaño podría ser llevado por una muñeca. Puede ser de formas variadas y se lleva habitualmente delante de la cabeza. El sombrero se mantiene en su lugar gracias a una banda de tela o elástico asegurada detrás de la cabeza.

## Orígenes del sombrero
El sombrero de muñeca tuvo varios periodos de popularidad a lo largo de los siglos XVIII y XIX. Eran momentos de peinados elaborados y altos y el sombrerito era un accesorio decorativo en lugar de tener una función práctica.

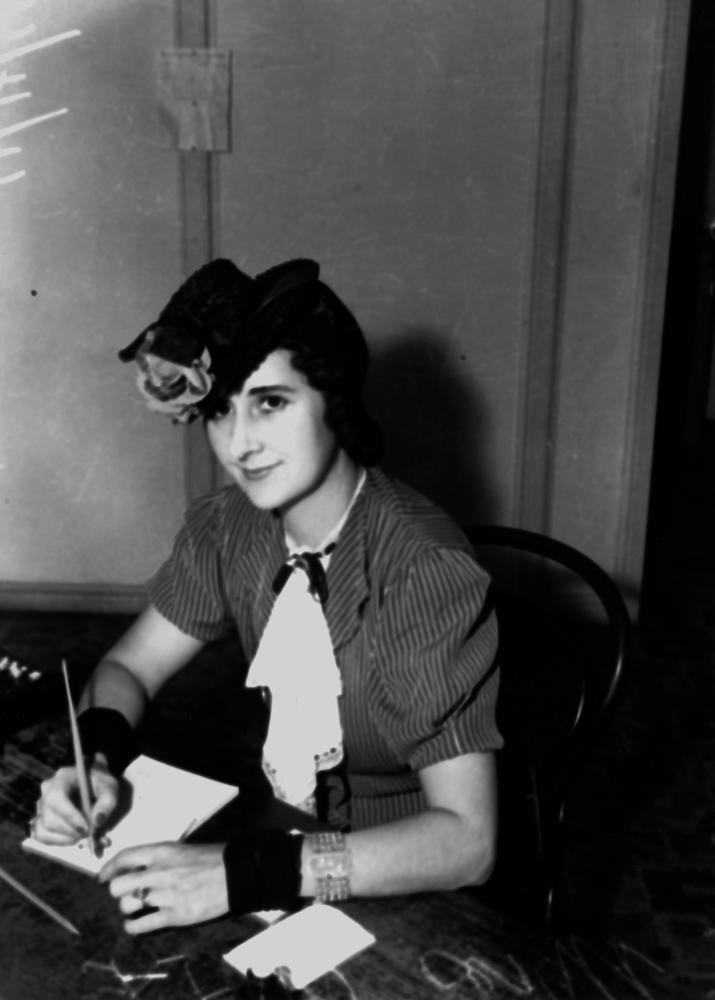
Una versión de 1946 del sombrero de muñeca, también llevado delante de la cabeza.

Los sombreros de muñeca volvieron a ponerse otra vez de moda en los años 1930. Un informe en The Times en 1937 sobre el principal sombrerero de Londres describe un sombrero miniatura como una de sus introducciones claves: "Un sombrero que parece el sombrero de una muñeca ha sido hecho por Leghorn; el tocado floral de noche, por así decirlo, ha sido trasladado al atuendo de día. Necesita solo cintas para reproducir el sombrero de la matrona joven de la época victoriana". Al igual que la versión anterior del sombrero, este era un estilo decorativo adecuado para momentos de ocasión. Un informe de moda en 1938 describió un modelo en estilo eduardiano con plumas en azul índigo decorado con un pájaro alado como ideal para las "ocasiones más de gala o el teatro".
Más tarde ese mismo año, el periódico informó sobre una nueva moda para sombreros de muñeca vívidos en fucsia, violeta o azul florentino llevados con atuendos completamente negros. El artículo añade que cuando se elige un sombrero de muñeca negro, tiene que tener un velito en contraste en un tono brillante como azul o rosa combinado con el mismo tono en guantes o en el pañuelo o flor del ojal.
La popularidad del sombrero en miniatura continuó durante la Segunda Guerra Mundial. En los Estados Unidos, la ausencia de importaciones de sombrereros franceses inspiró a los diseñadores estadounidenses a innovar. Variaciones de la boina, el canotier y el  bombín fueron introducidas– junto con los sombreros en miniatura inclinados hacia delante. A pesar de que la revista estadounidense Vogue  advirtió a sus lectoras en 1941 que los sombreritos de muñeca: "definitivamente no son para las que no se sienten confiadas", el diseño se volvió muy popular durante los años de guerra.

### Variantes
Mientras muchas versiones del sombrero de muñeca imitaban los sombreritos de paja tradicionales en miniatura, las variaciones incluían el sombrero de bruja y los sombreros galeses.